# Maria Strumolo
Maria Antonietta Rita Strumolo (Milano, 31 maggio 1949) è un'ex nuotatrice italiana.

## Biografia
Nata nel 1949 a Milano, nel 1967 ha conquistato la medaglia d'oro ai Giochi del Mediterraneo di Tunisi nei 100 m stile libero con il tempo di 1'03"1.
A 19 anni ha partecipato ai Giochi olimpici di Città del Messico 1968, uscendo in batteria nei 100 m stile libero con il tempo di 1'04"1 e venendo eliminata in batteria anche nei 200 m stile libero in 2'23"3.
Ha preso parte inoltre agli Europei di Utrecht 1966 e Barcellona 1970.

## Palmarès

### Giochi del Mediterraneo
- 1 medaglia:
  - 1 oro (100 m stile libero a Tunisi 1967)